# Segunda División B de España 1983-84
La temporada 1983–84 de la Segunda División B de España de fútbol corresponde a la 7.ª edición del campeonato y se disputó entre el 4 de septiembre de 1983 y el 27 de mayo de 1984.

## Sistema de competición
Participaron cuarenta clubes de toda la geografía española. Encuadrados en dos grupos, se enfrentaron todos contra todos en dos ocasiones -una en campo propio y otra en campo contrario- durante un total de 38 jornadas. El orden de los encuentros se decidía por sorteo antes de empezar la competición. La Real Federación Española de Fútbol era la responsable de designar a los árbitros de cada encuentro.
El ganador de un partido obtenía dos puntos, el perdedor no sumaba puntos, y en caso de un empate había un punto para cada equipo. Al término del campeonato, el equipo que acumulaba más puntos se proclamaba campeón y ascendía, junto con el subcampeón, a Segunda División.
Los tres últimos equipos clasificados de cada grupo descendían a Tercera División.

## Nota
Hoy en día hay clubes que su nombre han derivado a idiomas como catalán-valenciano-balear, euskera o gallego; pero para reflejar la realidad de la época, los nombres de los equipos aparecen tal y como se inscribieron para competir en esta temporada.

## Equipos de la temporada 1983/84
| Datos de ascensos y descensos |
| --- |
| Córdoba CF, Deportivo Alavés, CE Sabadell FC y Xerez CD descienden de Segunda División A. Algeciras CF, Bilbao Athletic, Granada CF y CD Tenerife ascienden a Segunda División A. Burgos CF, Cultural Leonesa, CD Fuengirola, CF Reus Deportivo, CD San Fernando y AD Torrejón descienden a Tercera División. Deportivo Aragón, Arosa SC, Real Avilés, UD Figueras, RB Linense y Zamora CF ascienden a Segunda División B. |

### Grupo I
En este grupo se encuentran los equipos de: Galicia (3), Asturias (2), País Vasco (5), la mayor parte de Cataluña (4), Navarra (1), La Rioja (1), la mayor parte de Aragón (3) y Principado de Andorra (1).
| - Arosa SC - SD Compostela - Racing de Ferrol - Real Avilés - Sporting Atlético - Baracaldo CF - Deportivo Alavés - SD Erandio - San Sebastián CF - Sestao SC |  | - UD Figueras - Gimnástico de Tarragona - UD Lérida - CE Sabadell FC - Osasuna Promesas - CD Logroñés - CD Binéfar - CD Endesa Andorra - SD Huesca - FC Andorra |

### Grupo II
En este grupo se encuentran los equipos de: Parte de Cataluña (1), Comunidad Valenciana (1), Comunidad de Madrid (2), Castilla y León (1), Andalucía (6), Islas Baleares (2), Región de Murcia (1), Extremadura (1), parte de Aragón (1), Castilla-La Mancha (3), y la ciudad autónoma de Ceuta (1).
| - CD Hospitalet - CD Alcoyano - RSD Alcalá - AD Parla - Zamora CF - CD Antequerano - Córdoba CF - Real Jaén CF - RB Linense - Racing Portuense |  | - Xerez CD - SD Ibiza - UD Poblense - CF Lorca Deportiva - CD Badajoz - Deportivo Aragón - Albacete Balompié - CF Calvo Sotelo - Talavera CF - AD Ceuta |

## Resultados y clasificaciones

### Grupo I

#### Clasificación
| Pos. | Equipo                       | Pts. | PJ | G  | E  | P  | GF | GC | Dif. | Clasificación               |
| ---- | ---------------------------- | ---- | -- | -- | -- | -- | -- | -- | ---- | --------------------------- |
| 1    | C. E. Sabadell F. C. (C, A)  | 51   | 38 | 19 | 13 | 6  | 73 | 31 | +42  | Ascenso a Segunda División  |
| 2    | C. D. Logroñés (A)           | 51   | 38 | 21 | 9  | 8  | 68 | 26 | +42  | Ascenso a Segunda División  |
| 3    | Deportivo Alavés             | 50   | 38 | 21 | 8  | 9  | 65 | 35 | +30  |                             |
| 4    | U. D. Figueras               | 48   | 38 | 20 | 8  | 10 | 56 | 47 | +9   |                             |
| 5    | Gimnástico de Tarragona      | 47   | 38 | 19 | 9  | 10 | 57 | 38 | +19  |                             |
| 6    | Sestao S. C.                 | 46   | 38 | 18 | 10 | 10 | 57 | 36 | +21  |                             |
| 7    | C. D. Binéfar                | 42   | 38 | 17 | 8  | 13 | 50 | 40 | +10  |                             |
| 8    | U. D. Lérida                 | 42   | 38 | 16 | 10 | 12 | 53 | 39 | +14  |                             |
| 9    | San Sebastián C. F.          | 41   | 38 | 15 | 11 | 12 | 43 | 38 | +5   |                             |
| 10   | F. C. Andorra                | 41   | 38 | 14 | 13 | 11 | 52 | 44 | +8   |                             |
| 11   | Osasuna Promesas             | 38   | 38 | 15 | 8  | 15 | 39 | 44 | −5   |                             |
| 12   | C. D. Endesa Andorra         | 37   | 38 | 14 | 9  | 15 | 47 | 50 | −3   |                             |
| 13   | [Sporting Atlético]]         | 37   | 38 | 16 | 5  | 17 | 50 | 47 | +3   |                             |
| 14   | S. D. Compostela             | 33   | 38 | 11 | 11 | 16 | 41 | 55 | −14  |                             |
| 15   | Arosa S. C.                  | 30   | 38 | 11 | 8  | 19 | 39 | 64 | −25  |                             |
| 16   | Real Avilés Industrial C. F. | 29   | 38 | 11 | 7  | 20 | 50 | 68 | −18  |                             |
| 17   | S. D. Erandio                | 29   | 38 | 10 | 9  | 19 | 42 | 65 | −23  |                             |
| 18   | Baracaldo C. F. (D)          | 28   | 38 | 11 | 6  | 21 | 46 | 75 | −29  | Descenso a Tercera División |
| 19   | S. D. Huesca (D)             | 24   | 38 | 9  | 6  | 23 | 33 | 68 | −35  | Descenso a Tercera División |
| 20   | Racing de Ferrol (D)         | 16   | 38 | 3  | 10 | 25 | 25 | 76 | −51  | Descenso a Tercera División |

 Fuente: BDFútbol
Criterios de clasificación: Puntos · Diferencia de goles · Goles a favor · Play-off

#### Resultados
| Local \ Visitante            | ALV | FCA | ARO | AVI | BAR | BIN | COM | EAN | ERA | FIG | GIM | HUE | LER | LOG | OSA | RFE | SAB | SAS | SES | SPO |
| ---------------------------- | --- | --- | --- | --- | --- | --- | --- | --- | --- | --- | --- | --- | --- | --- | --- | --- | --- | --- | --- | --- |
| Deportivo Alavés             | —   | 0–0 | 1–0 | 3–4 | 3–1 | 1–0 | 2–0 | 4–0 | 1–1 | 2–0 | 1–0 | 0–1 | 2–1 | 1–1 | 4–0 | 2–0 | 2–2 | 2–1 | 2–1 | 2–0 |
| F. C. Andorra                | 3–2 | —   | 3–0 | 2–2 | 3–0 | 2–2 | 0–0 | 1–0 | 2–1 | 4–1 | 2–0 | 1–1 | 3–1 | 0–0 | 1–0 | 4–2 | 1–1 | 1–3 | 2–1 | 3–1 |
| Arosa S. C.                  | 1–4 | 1–0 | —   | 3–0 | 3–2 | 0–0 | 1–0 | 3–0 | 1–0 | 0–2 | 1–1 | 0–1 | 4–3 | 0–3 | 0–0 | 3–1 | 1–3 | 1–1 | 2–1 | 1–0 |
| Real Avilés Industrial C. F. | 1–3 | 1–1 | 1–1 | —   | 5–0 | 0–1 | 1–2 | 2–0 | 3–1 | 3–1 | 0–1 | 2–0 | 2–1 | 2–3 | 1–2 | 3–0 | 0–5 | 1–2 | 0–0 | 2–0 |
| Baracaldo C. F.              | 1–1 | 2–1 | 4–2 | 1–2 | —   | 4–1 | 3–2 | 0–1 | 4–2 | 3–1 | 2–0 | 2–1 | 1–2 | 0–4 | 1–1 | 2–1 | 1–2 | 2–1 | 0–0 | 1–2 |
| C. D. Binéfar                | 1–1 | 0–1 | 5–1 | 4–1 | 3–0 | —   | 2–0 | 1–0 | 3–0 | 1–1 | 1–2 | 2–1 | 2–0 | 1–0 | 3–0 | 2–0 | 3–4 | 1–0 | 1–1 | 2–1 |
| S. D. Compostela             | 0–0 | 1–1 | 1–1 | 0–1 | 3–1 | 1–0 | —   | 3–0 | 3–1 | 2–0 | 2–2 | 1–0 | 2–3 | 0–3 | 1–0 | 1–0 | 1–1 | 1–2 | 3–1 | 1–3 |
| C. D. Endesa Andorra         | 3–1 | 0–0 | 2–0 | 3–2 | 1–1 | 0–1 | 1–1 | —   | 2–0 | 1–2 | 3–2 | 4–0 | 1–1 | 1–1 | 3–1 | 4–0 | 0–3 | 0–0 | 2–0 | 1–0 |
| S. D. Erandio                | 0–3 | 1–0 | 2–0 | 1–0 | 2–1 | 1–1 | 4–3 | 1–1 | —   | 1–2 | 0–0 | 3–0 | 2–1 | 1–7 | 2–0 | 4–1 | 0–0 | 2–0 | 1–1 | 0–2 |
| U. D. Figueras               | 1–1 | 1–1 | 2–1 | 3–1 | 3–2 | 2–1 | 3–0 | 1–0 | 3–2 | —   | 1–0 | 4–1 | 1–1 | 2–1 | 1–0 | 3–0 | 2–1 | 2–2 | 0–0 | 1–0 |
| Gimnástico de Tarragona      | 1–0 | 2–2 | 3–0 | 3–1 | 3–1 | 2–0 | 5–2 | 1–4 | 1–1 | 3–0 | —   | 4–1 | 0–1 | 1–0 | 2–0 | 2–0 | 2–1 | 1–0 | 2–1 | 3–1 |
| S. D. Huesca                 | 0–4 | 0–1 | 0–2 | 2–1 | 1–0 | 4–0 | 0–0 | 1–1 | 1–0 | 2–3 | 1–1 | —   | 0–3 | 0–1 | 0–0 | 3–1 | 1–2 | 0–1 | 2–2 | 2–0 |
| U. D. Lérida                 | 2–1 | 5–3 | 5–0 | 0–0 | 1–1 | 0–0 | 1–0 | 2–0 | 2–0 | 1–0 | 0–2 | 2–0 | —   | 3–1 | 2–1 | 1–0 | 0–0 | 1–1 | 3–0 | 0–0 |
| C. D. Logroñés               | 0–1 | 3–0 | 2–2 | 4–0 | 4–0 | 2–1 | 0–0 | 3–0 | 3–0 | 1–0 | 3–1 | 3–1 | 0–0 | —   | 2–1 | 3–0 | 0–1 | 0–0 | 2–1 | 2–0 |
| Osasuna Promesas             | 2–0 | 1–0 | 2–0 | 1–0 | 1–0 | 1–0 | 1–2 | 0–0 | 2–2 | 0–2 | 2–1 | 3–0 | 2–2 | 1–0 | —   | 2–1 | 2–1 | 2–0 | 0–3 | 5–1 |
| Racing de Ferrol             | 0–3 | 1–1 | 2–2 | 1–1 | 1–1 | 0–1 | 2–0 | 0–3 | 1–1 | 2–2 | 0–0 | 2–1 | 2–1 | 1–3 | 1–1 | —   | 0–0 | 0–1 | 0–1 | 0–3 |
| C. E. Sabadell F. C.         | 3–1 | 1–0 | 2–0 | 5–0 | 5–0 | 1–1 | 6–0 | 4–1 | 2–1 | 1–0 | 0–0 | 5–0 | 1–0 | 0–0 | 1–1 | 4–0 | —   | 2–2 | 1–1 | 1–2 |
| San Sebastián C. F.          | 1–2 | 1–0 | 1–0 | 3–2 | 2–0 | 1–0 | 2–1 | 2–0 | 5–1 | 0–1 | 1–1 | 3–2 | 1–0 | 1–2 | 0–1 | 0–0 | 0–0 | —   | 2–2 | 0–0 |
| Sestao S. C.                 | 0–1 | 3–1 | 2–1 | 4–1 | 0–1 | 3–0 | 1–1 | 4–1 | 2–0 | 1–1 | 1–0 | 4–1 | 1–0 | 1–0 | 2–0 | 2–1 | 2–1 | 2–0 | —   | 3–0 |
| Sporting Atlético            | 2–1 | 2–1 | 2–0 | 1–1 | 4–0 | 1–2 | 0–0 | 1–3 | 1–0 | 4–1 | 1–2 | 0–1 | 2–1 | 1–1 | 2–0 | 5–1 | 3–0 | 2–0 | 0–2 | —   |

### Grupo II

#### Clasificación
| Pos. | Equipo                       | Pts. | PJ | G  | E  | P  | GF | GC | Dif. | Clasificación               |
| ---- | ---------------------------- | ---- | -- | -- | -- | -- | -- | -- | ---- | --------------------------- |
| 1    | C. F. Lorca Deportiva (C, A) | 49   | 38 | 19 | 11 | 8  | 51 | 28 | +23  | Ascenso a Segunda División  |
| 2    | C. F. Calvo Sotelo (A)       | 48   | 38 | 21 | 6  | 11 | 56 | 31 | +25  | Ascenso a Segunda División  |
| 3    | Real Jaén C. F.              | 47   | 38 | 19 | 9  | 10 | 66 | 44 | +22  |                             |
| 4    | C. D. Badajoz                | 45   | 38 | 20 | 5  | 13 | 42 | 30 | +12  |                             |
| 5    | Albacete Balompié            | 42   | 38 | 16 | 10 | 12 | 47 | 39 | +8   |                             |
| 6    | Xerez C. D.                  | 42   | 38 | 16 | 10 | 12 | 53 | 41 | +12  |                             |
| 7    | R. S. D. Alcalá              | 42   | 38 | 18 | 6  | 14 | 52 | 44 | +8   |                             |
| 8    | C. D. Alcoyano               | 40   | 38 | 15 | 10 | 13 | 52 | 49 | +3   |                             |
| 9    | A. D. Ceuta                  | 38   | 38 | 14 | 10 | 14 | 50 | 46 | +4   |                             |
| 10   | A. D. Parla                  | 37   | 38 | 12 | 13 | 13 | 44 | 48 | −4   |                             |
| 11   | Deportivo Aragón             | 36   | 38 | 15 | 6  | 17 | 49 | 48 | +1   |                             |
| 12   | U. D. Poblense               | 36   | 38 | 13 | 10 | 15 | 44 | 42 | +2   |                             |
| 13   | Zamora C. F.                 | 35   | 38 | 14 | 7  | 17 | 32 | 38 | −6   |                             |
| 14   | Talavera C. F.               | 35   | 38 | 11 | 13 | 14 | 38 | 44 | −6   |                             |
| 15   | R. B. Linense                | 35   | 38 | 14 | 7  | 17 | 52 | 71 | −19  |                             |
| 16   | C. D. Hospitalet             | 35   | 38 | 11 | 13 | 14 | 36 | 46 | −10  |                             |
| 17   | Racing Portuense (D)         | 35   | 38 | 13 | 9  | 16 | 38 | 51 | −13  | Descenso a Tercera División |
| 18   | C. D. Antequerano            | 34   | 38 | 15 | 4  | 19 | 44 | 52 | −8   |                             |
| 19   | Córdoba C. F. (D)            | 27   | 38 | 8  | 11 | 19 | 30 | 57 | −27  | Descenso a Tercera División |
| 20   | S. D. Ibiza (D)              | 22   | 38 | 5  | 12 | 21 | 31 | 58 | −27  | Descenso a Tercera División |

 Fuente: BDFútbol
Criterios de clasificación: Puntos · Diferencia de goles · Goles a favor · Play-off
Notas:
1. 1 2  El Racing Portuense fue descendido a Tercera División por impagos a sus jugadores, para ocupar su plaza fue repescado el C. D. Antequerano.

#### Resultados
| Local \ Visitante     | ALB | ALA | ALY | ANT | ARA | BAD | CAL | CEU | COR | HOS | IBI | JAE | LIN | LOR | PAR | POB | RAC | TAL | XER | ZAM |
| --------------------- | --- | --- | --- | --- | --- | --- | --- | --- | --- | --- | --- | --- | --- | --- | --- | --- | --- | --- | --- | --- |
| Albacete Balompié     | —   | 1–1 | 0–0 | 1–1 | 5–2 | 0–1 | 1–0 | 0–2 | 3–0 | 4–1 | 1–0 | 2–0 | 4–3 | 1–0 | 0–1 | 3–1 | 3–1 | 4–1 | 3–1 | 2–1 |
| R. S. D. Alcalá       | 1–0 | —   | 2–2 | 0–1 | 1–2 | 2–1 | 0–1 | 3–1 | 5–3 | 3–0 | 2–1 | 1–1 | 3–2 | 3–2 | 0–0 | 1–0 | 3–0 | 4–0 | 0–1 | 3–0 |
| C. D. Alcoyano        | 0–0 | 2–0 | —   | 4–0 | 2–1 | 2–4 | 0–2 | 2–1 | 4–0 | 4–1 | 4–0 | 0–4 | 0–3 | 1–2 | 1–1 | 1–0 | 1–1 | 3–0 | 2–1 | 1–0 |
| C. D. Antequerano     | 3–0 | 0–1 | 4–0 | —   | 2–1 | 2–0 | 1–0 | 2–0 | 1–0 | 2–1 | 2–1 | 0–2 | 3–4 | 1–1 | 2–0 | 1–2 | 2–1 | 0–1 | 0–1 | 3–0 |
| Deportivo Aragón      | 3–2 | 1–2 | 1–2 | 1–0 | —   | 1–1 | 2–0 | 1–1 | 2–0 | 0–0 | 1–0 | 2–1 | 4–2 | 0–0 | 1–0 | 3–1 | 3–0 | 2–1 | 3–0 | 3–0 |
| C. D. Badajoz         | 1–0 | 2–0 | 0–1 | 1–0 | 2–0 | —   | 1–0 | 0–0 | 1–0 | 3–1 | 1–0 | 2–0 | 0–1 | 3–2 | 2–0 | 1–0 | 1–0 | 1–0 | 3–0 | 1–0 |
| C. F. Calvo Sotelo    | 2–1 | 0–1 | 1–2 | 2–0 | 4–1 | 2–1 | —   | 3–0 | 1–0 | 1–0 | 3–1 | 3–1 | 5–0 | 1–0 | 3–0 | 4–2 | 2–3 | 1–0 | 1–0 | 2–1 |
| A. D. Ceuta           | 5–0 | 1–1 | 3–2 | 1–1 | 0–1 | 2–0 | 1–1 | —   | 2–1 | 0–2 | 0–3 | 1–0 | 8–0 | 0–1 | 4–0 | 2–2 | 3–1 | 2–0 | 2–1 | 0–2 |
| Córdoba C. F.         | 0–0 | 0–0 | 1–2 | 3–2 | 2–1 | 0–0 | 0–0 | 1–2 | —   | 3–1 | 0–0 | 0–0 | 3–2 | 1–3 | 0–3 | 2–1 | 0–0 | 1–0 | 0–0 | 0–0 |
| C. D. Hospitalet      | 0–0 | 2–0 | 0–0 | 2–0 | 2–1 | 1–0 | 0–0 | 1–2 | 2–2 | —   | 2–1 | 1–3 | 0–0 | 1–1 | 0–1 | 4–1 | 1–0 | 0–0 | 1–0 | 1–2 |
| S. D. Ibiza           | 1–1 | 1–3 | 2–1 | 0–2 | 3–1 | 0–1 | 0–0 | 0–0 | 1–2 | 1–2 | —   | 1–1 | 2–0 | 0–0 | 1–1 | 1–1 | 1–2 | 0–2 | 1–1 | 1–0 |
| Real Jaén C. F.       | 1–1 | 2–0 | 2–0 | 1–2 | 2–1 | 2–1 | 3–2 | 4–1 | 2–1 | 2–2 | 1–0 | —   | 6–1 | 1–0 | 3–3 | 1–1 | 6–0 | 3–1 | 2–1 | 0–0 |
| R. B. Linense         | 2–0 | 4–1 | 1–0 | 4–2 | 1–1 | 1–0 | 1–2 | 4–0 | 2–1 | 1–1 | 3–0 | 1–2 | —   | 0–1 | 2–2 | 2–1 | 2–0 | 2–1 | 0–5 | 0–0 |
| C. F. Lorca Deportiva | 0–0 | 3–1 | 2–0 | 3–0 | 1–0 | 1–0 | 0–0 | 1–0 | 2–0 | 0–1 | 2–0 | 3–0 | 1–0 | —   | 4–1 | 3–2 | 3–0 | 0–0 | 3–2 | 2–0 |
| A. D. Parla           | 0–1 | 0–1 | 2–2 | 5–0 | 2–0 | 0–2 | 1–1 | 1–1 | 0–0 | 2–1 | 5–2 | 3–2 | 0–0 | 3–1 | —   | 1–0 | 1–0 | 2–2 | 0–3 | 2–1 |
| U. D. Poblense        | 0–0 | 0–1 | 2–0 | 1–0 | 1–0 | 3–0 | 1–0 | 2–0 | 6–1 | 1–1 | 3–0 | 1–0 | 2–0 | 1–1 | 0–0 | —   | 2–1 | 0–0 | 0–2 | 1–0 |
| Racing Portuense      | 1–0 | 2–1 | 0–0 | 3–0 | 1–1 | 2–1 | 2–1 | 1–0 | 2–0 | 0–0 | 2–2 | 0–1 | 4–0 | 1–1 | 2–0 | 0–0 | —   | 2–2 | 0–4 | 1–0 |
| Talavera C. F.        | 0–1 | 1–0 | 2–2 | 1–0 | 1–0 | 1–1 | 1–2 | 1–1 | 3–1 | 2–0 | 1–1 | 2–2 | 3–0 | 0–0 | 1–0 | 2–0 | 2–0 | —   | 1–1 | 1–1 |
| Xerez C. D.           | 1–2 | 3–1 | 1–1 | 1–1 | 1–0 | 3–2 | 2–1 | 0–1 | 1–0 | 0–0 | 2–2 | 3–1 | 1–1 | 1–1 | 2–1 | 1–1 | 0–2 | 1–0 | —   | 3–1 |
| Zamora C. F.          | 1–0 | 1–0 | 2–1 | 2–1 | 2–1 | 0–0 | 0–2 | 0–0 | 0–1 | 3–0 | 2–0 | 0–1 | 2–0 | 2–0 | 0–0 | 2–1 | 1–0 | 3–1 | 0–2 | —   |

## Resumen
Campeones de Segunda División B
| - Centre d'Esports Sabadell Futbol Club | - Club de Fútbol Lorca Deportiva |

Ascienden a Segunda división:
| Grupo I - Centre d'Esports Sabadell Futbol Club - Club Deportivo Logroñés | Grupo II - Club de Fútbol Lorca Deportiva - Club de Fútbol Calvo Sotelo |

Descienden a Tercera división: 
| Grupo I - Baracaldo Club de Fútbol - Sociedad Deportiva Huesca - Racing Club de Ferrol | Grupo II - Racing Portuense - Córdoba Club de Fútbol - Sociedad Deportiva Ibiza |

## Copa del Rey
Los diez primeros clasificados de cada grupo se clasifican para la siguiente edición de la Copa del Rey.
El San Sebastián CF renunció a participar en la Copa del Rey, y la plaza se ofreció al Osasuna Promesas como undécimo clasificado aunque también renunció. Finalmente el CD Endesa Andorra como duodécimo clasificado accedió a la competición copera.
| Predecesor: 1982/83 | Segunda División "B" de España 1983/1984 | Sucesor: 1984/85 |

- Datos: Q3954450